# جادوی ۲۴ قیراطی (آلبوم)
جادو۲۴غیراتی سومین آلبوم استودیویی توسط خواننده و ترانه‌سرای آمریکایی برونو مارس می‌باشد. این آلبوم در سراسر در ۱۸نوامبر ۲۰۱۶ توسط Atlantic Records منتشر شد.
1. ↑  "Who Is Bruno Mars' Mystery Producer Shampoo Press & Curl?". Genius (به انگلیسی). Retrieved June 11, 2017.